# Blohm & Voss Bv P.178
De Bv P.178 is een project voor een duikbommenwerper dat werd ontwikkeld door de Duitse vliegtuigbouwer Blohm und Voss.

## Ontwikkeling
Het ontwerp had een asymmetrische vorm. Deze vorm had echter alleen betrekking om de plaats van de motor en de spanwijdte van de beide vleugels.
De motor was een Junkers Jumo 004B-straalmotor en deze was onder de stuurboordvleugel aangebracht. In deze vleugel was een extra vleugelstuk aangebracht voor het ophangen van de motor. Hierdoor ontstond het asymmetrische uiterlijk van het ontwerp. Door de plaats van de motor was de romp uit het midden van de vluchtlijn geplaatst.
In de staartsectie waren twee vaste brandstof raketten geplaatst. Deze konden worden gebruikt tijdens de start of bij het maken van een duikvlucht tijdens een aanval.
De cockpit was in de rompneus geplaatst en voorzien van een druppel cockpitkap. In de romp was direct achter de cockpit een grote brandstoftank geplaatst. Onder de brandstoftank was een intern bommenruim aangebracht. Hierin kon een SC500-bom van 500 kg worden vervoerd. Het was ook mogelijk een SC1000-bom van 1.000 kg te plaatsen, maar deze moest dan voor een deel extern worden vervoerd.
De bewapening bestond verder uit twee 15mm-MG151/15-kanonnen in de rompneus.
Er was een neuswiel landingsgestel aangebracht waarvan het neuswiel achterwaarts in de rompneus werd opgetrokken. Het hoofdlandingsgestel werd binnenwaarts in de vleugels opgetrokken. Er was een standaard staartsectie toegepast waarvan de hoogteroeren echter hoog op het richtingsroer waren geplaatst.
- Spanwijdte: 12 m.
- Lengte: 10,80 m.